# ريزر ناجا
الريزر ناجا عبارة عن سلسلة من فئران الألعاب التي أصدرتها شركة Razer Inc. وهي مصممة خصيصًا للألعاب متعددة اللاعبين على الإنترنت (MMO) وألعاب ساحة المعركة متعددة اللاعبين عبر الإنترنت مثل دوتا 2 وليغ أوف ليجيندز. يعتقد الكثيرون أن الاسم يستند إلى الكلمة السنسكريتية لكلمة «ثعبان»، وكذلك ربما Naga ، وهو سباق World of Warcraf.
كان هناك أحد عشر تكرارًا في سلسلة Naga ، دون احتساب الإصدارات المعاد تصميمها، مع تواريخ إصدار تمتد من 2009 إلى 2020. الفئران بترتيب الإصدار: Naga ، Naga Epic ، Naga 2012، Naga Hex ، Naga 2014، Naga Epic Chroma و Naga Chroma و Naga Hex v2 و Naga Trinity وإصدار 2020 من Naga Left-Handed Edition و Naga Pro. جميعهم باستثناء Naga Epic و Naga Epic Chroma و Naga Pro سلكية ومتصلة عبر منفذ USB. Naga Hex و Naga Hex v2 هما التكرارات الوحيدة التي تحتوي على أقل من اثني عشر زرًا، مع ستة وسبعة على التوالي. يحتوي Naga Trinity و Naga Pro على كمية قابلة للتبديل من الأزرار الجانبية، على الرغم من أن كلاهما يحتوي على اثني عشر كحد أقصى. ألوان الفئران تختلف.
معظم Naga ، باستثناء Naga Epic و Naga Hex و Naga Hex v2 ، والتي تلقت مراجعات مختلطة، قوبلت بتعليقات إيجابية من النقاد. كان السبب الرئيسي لمراجعات Naga Epic المختلطة هو سعرها، على الرغم من إعجاب المراجعين بقدراتها اللاسلكية. كان النقد الرئيسي لكلمن Naga Hex و Naga Hex v2 هو ترتيب الأزرار.

## التاريخ
يعتقد أن اسم Razer Naga يعتمد على الكلمة السنسكريتية التي تعني «الأفعى» وربما Naga ، وهو سباق World of Warcraft. تم الإعلان عن أول Razer Naga في Gamescom 2009 وتم إصداره في أغسطس 2009. يحتوي الإصدار الأول من Naga على إجمالي سبعة عشر زرًا، مع وجود اثني عشر زرًا على الجانب الأيسر من الماوس، ومفتاح على الجانب السفلي من الماوس يقوم بتعيين إلى أزرار الرقم العلوي بلوحة المفاتيح أو لوحة المفاتيح الرقمية الخاصة بها. كان لدى Naga الأصلي حساسية قصوى تبلغ 5600 نقطة في البوصة. DPI تعني «نقطة في البوصة»، وهي وحدة لقياس حساسية الماوس، مع دقة أعلى في البوصة تساوي حساسية أعلى. سمح برنامج قابل للتنزيل بواسطة Razer يسمى AddOns للمستخدم بتعيين ما يفعله كل مفتاح. كان Naga Epic ، الذي تم إصداره في نوفمبر 2010، أول دفعة في سلسلة Naga تتمتع بوظيفة لاسلكية. تم إصداره أيضًا بلوحة جانبية قابلة للتبديل والقدرة على تغيير لون الأضواء من مجموعة من ستة عشر مليون لون. تم إصدار نسخة معاد تصميمها من Naga الأصلي، تسمى Naga Molten ، في أوائل عام 2011.
في الربع الثاني من عام 2012، تم إصدار Naga 2012. على غرار Naga Epic ، فقد جاء بألواح جانبية قابلة للتبديل. دعم Naga 2012 برنامج Razer's Synapse 2.0 مما يسمح ببرمجة جميع الأزرار وتخزين تلك المعلومات عبر الإنترنت. كانت الدفعة الأخرى لعام 2012 هي Naga Hex ، أول ماوس في السلسلة يحتوي على ستة أزرار جانبية قابلة للبرمجة فقط. أشار Razer إلى أنه تم إنشاؤه لساحات المعارك متعددة اللاعبين عبر الإنترنت (MOBAs)، مثل League of Legends و Diablo 3، بدلاً من الألعاب متعددة اللاعبين عبر الإنترنت (MMOs). في مايو من نفس العام، تم إصدار طبعة Wraith Red. كان الاختلاف الوحيد بين الإصدارات هو التلوين. في مارس 2013، بعد الإعلان عن شراكة بين Razer و Riot Games ، تم إصدار Naga Hex بأسلوب League of Legends ، وكان الاختلاف الوحيد هو التصميم والتغيير من البلاستيك إلى السطح غير اللامع.
تم إصدار Naga 2014 في يوليو 2013 وتضمنت «أزرارًا فردية أكثر وضوحًا ومعاد تصميمها، مما يتيح التعرف بسهولة أكبر وضغطات زر أكثر دقة.» كان يحتوي على ما مجموعه تسعة عشر زرًا قابلًا للبرمجة، اثنا عشر منها جانبية. كان هذا هو التكرار الأول في سلسلة Naga الذي يتمتع بحساسية قصوى تبلغ 8200 نقطة في البوصة، وهو Naga الوحيد الذي يحتوي على نسختين أعسر وأيمن، على الرغم من توقف الإصدار الأيسر في النهاية بسبب عدم كفاية الطلب. التكرار الآخر الوحيد الذي يتمتع بحساسية قصوى تبلغ 8,200 نقطة في البوصة هو Naga Epic Chroma ، الذي تم إصداره في نوفمبر 2014. Naga Epic Chroma هو لاسلكي ويحتوي أيضًا على تسعة عشر زرًا قابلًا للبرمجة من بينها 12 زرًا على الجانب.
أول ماوس في سلسلة Naga يمتلك حساسية قصوى تبلغ 16000 نقطة في البوصة و «مستشعر ليزر بصري 5G» كان Naga Chroma. قال Razer ، الذي تم إصداره في نوفمبر 2015، إنه «يجلب أكثر مستشعرات الماوس تقدمًا في العالم إلى عالم ألعاب MMO» والآن «مستشعر الليزر Razer 5G قادر على تتبع ما يصل إلى 16000 نقطة في البوصة الحقيقية نزولاً إلى 1 نقطة في البوصة». صدر في يونيو 2016، كان أول Naga مع سبعة أزرار على الجانب هو Razer Naga Hex v2. يتميز Naga Hex v2 أيضًا بمستشعر ليزر 5G وحساسية قصوى تبلغ 16000 نقطة في البوصة. كل الفئران لديها معدل اقتراع 1000 هرتز. معدل الاستقصاء للماوس هو عدد المرات التي يُخ

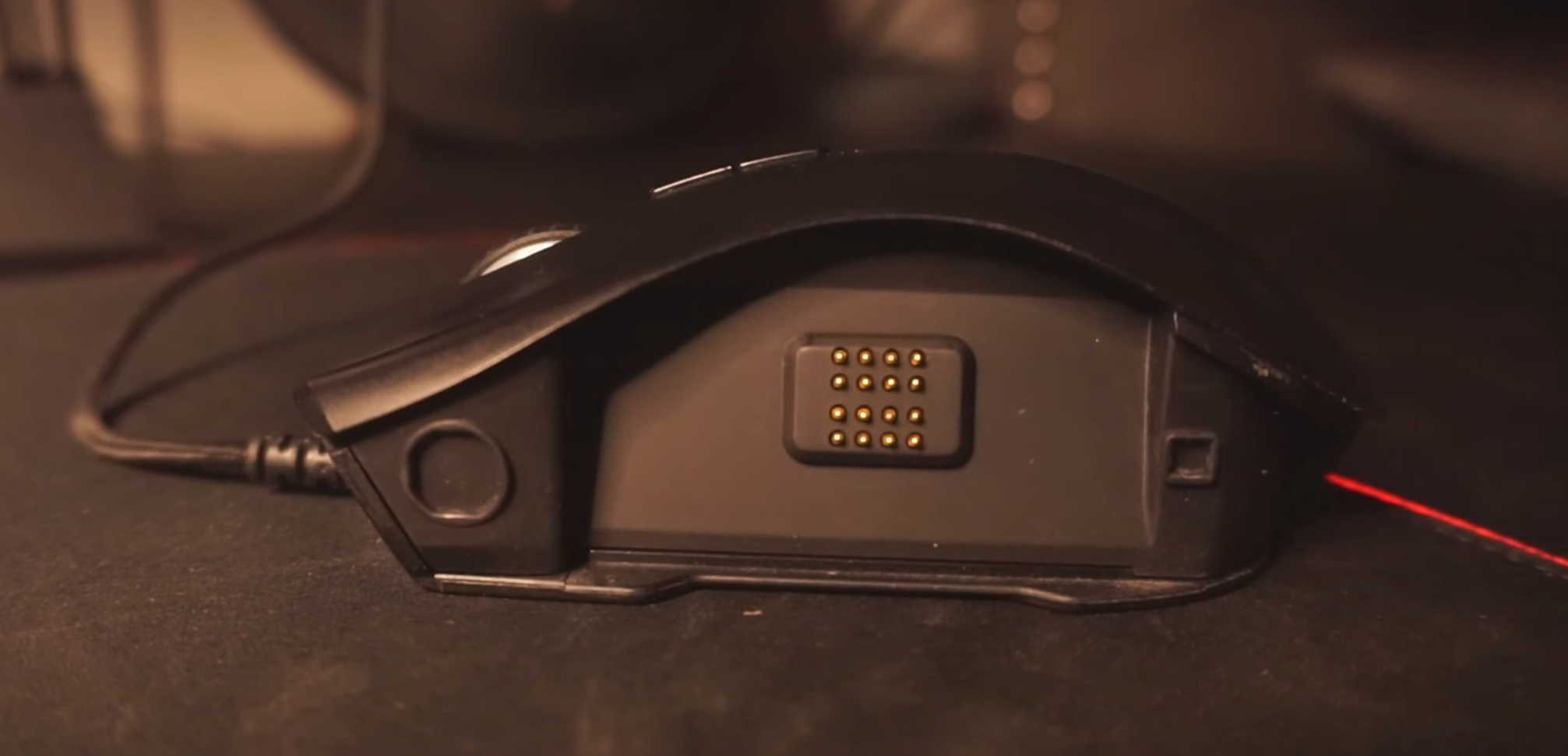
النجا الثالوث بدون لوحة جانبية. هذا يسمح للمستخدم باختيار عدد الأزرار التي يريدها.

طر فيها الكمبيوتر بموقعه كل ثانية، مع كل هرتز يساوي سجلًا واحدًا. في نوفمبر 2017، قدم Razer Naga Trinity. يحتوي هذا الماوس على لوحات جانبية قابلة للتبديل، مما يعني أنه يمكن للمستخدم اختيار عدد الأزرار التي يريدها. مع هذه الإضافة، أراد Razer أن يحل محل كل من Naga Hex v2 و Naga Chroma. تم التخطيط لنسخة يسارية من Naga Trinity ، ولكن بعد حملة Kickstarter غير الناجحة، والتي جمعت 80000
دولار أمريكي فقط من 1.3 مليون دولار المطلوبة، تم إلغاء النموذج.

في عام 2019، أعلنت شركة Razer أنها ستعيد إصدار Naga الأيسر الموقوف بمواصفات محسنة. على غرار الإصدار الأيسر الفاشل لـ Naga Trinity ، طلب Razer من المهتمين بالتسجيل المسبق بسبب الطبيعة الباهظة لإطلاق منتج لا يحظى بشعبية. تم إصدار Naga Left-Handed Edition في أغسطس 2020، وكان أول ماوس في هذه السلسلة يصل إلى 20000 نقطة لكل بوصة كحد أقصى، وتم إنجازه من خلال تطبيق "Razer Focus + Optical Sensor". في سبتمبر، تم إصدار Naga Pro ، بحد أقصى 20000 نقطة لكل بوصة. يحتوي Naga Pro ، مثل Naga Trinity ، على لوحة جانبية قابلة للاستبدال.

## مواصفات
تم إصدار كل ماوس بمواصفات مختلفة. لا يتضمن هذا الجدول الفئران المعاد تصميمها، مثل Naga Molten و League of Legends Naga Hex.

## الاستقبال
تلقي معظم Nagas مراجعات نقدية إيجابية، مع Wes Fenlon من PC Gamer ، وهي مجلة لألعاب الفيديو، أدرجت Naga Hex v2 كواحد من أفضل الفئران للألعاب، وموقع Marshall Honorof of Tom's Guide الذي أدرج Naga Epic Chroma كأفضل MMO لعام 2016 الفأر.
لقي Razer Naga الأصلي استقبالًا إيجابيًا، على الرغم من أن الكثيرين أشاروا إلى الاستهداف الواضح للاعبي MMO. قال نيكولاس ديليون على موقع TechCrunch التكنولوجي إن النجا هي فأر جيد ومريح. وأشار إلى أنه ليس أفضل من استخدام لوحة المفاتيح، وكيف أن فائدة الماوس تعتمد على مدى استعداد المستخدم للتدرب عليه وتعلم كيفية استخدامه. وصفه بن كوتشيرا، من Ars Technica ، بأنه «منتج متخصص»، مشيرًا إلى أن الأزرار كانت غير جذابة للأشخاص الذين لم يلعبوا ألعاب MMO. تلقت النسخة المعاد تصميمها من Naga ، والتي تسمى Naga Epic Molten ، مراجعات إيجابية لتصميمها.
كان لدى النقاد مشاعر مختلطة حول ملحمة النجا، حيث يعتقد الكثيرون أن السعر مرتفع للغاية. قال ريتش براون من CNet إن الماوس لا يضمن السعر المرتفع ومنحه تصنيفًا عامًا يبلغ 7.3 / 10. اعتقد المراجعون في مجلة PC Magazine أن Epic كان باهظ الثمن، لكنهم أشادوا بجاذبية الماوس وميزة الاتصال اللاسلكي. أشاد ماثيو ماكورلي من Engadget بالبطارية طويلة الأمد والقدرة اللاسلكية للماوس وذكر أنه «إذا كنت مهتمًا بتجربة شيء جديد، فجرّب ذلك.» قال إن الأمر يستغرق وقتًا للتعود على التصميم والشعور.
اعتقد المراجعون أن Naga 2012 كان فأرًا جيدًا بشكل عام. قال راسل هولي من موقع Geek.com التكنولوجي إنه سيوصي به لأي شخص، وقال David Daw من PC World إنه سيكون من الصعب العثور على فأرة ألعاب أفضل بنفس السعر. اعتقد داو أن امتلاك سبعة عشر زرًا ربما كان مبالغة، لكنه استمر بالقول إن «القليل من المبالغة لا بأس به».
تلقت Naga Hex مراجعات مختلطة، وكان أكثر الكراهية انتشارًا هو سطحها. شون باكلي من Engadget لم يعجبه Naga Hex بسبب سطحه البلاستيكي وكيف أدى ترتيب الأزرار الموجودة على الجانب إلى الشعور بالضيق. قال Brian Westover من مجلة PC Magazine إن التصميم السداسي للأزرار جعلها أسهل في الفهم والاستخدام، لكنه شعر أن وضعها كان دون المستوى. قال ويستوفر أنه بعد استخدام الماوس لفترات طويلة من الزمن، يصبح السطح «أملسًا». أشاد Westover بإصدار League of Legends المعاد تصميمه من Hex.
تلقى Naga 2014 تقييمات إيجابية، حيث استمتع العديد من المراجعين بالراحة والشعور بالأزرار. قال Nate Ralph من PC World إن Naga 2014 يتمتع بتصميم أكثر راحة مقارنة بالإصدارات السابقة. قال Hayden Dingman ، من PC World أيضًا، إن الأزرار التسعة عشر قد تكون فوق الجزء العلوي لمعظم الأشخاص، ولكن بالنسبة لأولئك الذين يحتاجون إليها، فهي الخيار الأفضل. قال مات سميث من شركة Digital Trends إن الماوس كان مريحًا وكانت الأزرار قوية. وأشار إلى أن ترتيب الأزرار قد «يستغرق بعض الوقت لتعتاد عليه». قال Rob Keyes من GameRant أنه بالمقارنة مع التكرارات السابقة، فإن Naga 2014 لديه أزرار أفضل وأكثر سهولة في الاستخدام. أوصى الماوس للأشخاص الذين أحبوا التكرارات السابقة والأشخاص الذين يرغبون في التحكم بشكل أفضل في ألعاب MMO. قال Marshall Honorof إن الماوس مضمون لجذب عشاق MMO ، لكنه ليس مفيدًا جدًا للأنواع الأخرى.
أشاد المراجعون بكل من Naga Epic Chroma و Naga Chroma. أحب Marshall Honorof جودة وتصميم كلا الفئران. وأشاد Honorof بالإمكانيات اللاسلكية لـ Naga Epic Chroma ، إلى جانب الإضاءة والراحة.
كما هو الحال مع Naga Hex ، تلقى Naga Hex v2 مراجعات مختلطة، وكان النقد الرئيسي هو ترتيب الأزرار. قالت أماندا يو من موقع Gizmodo إنه إذا أحب القارئ Naga Hex ، فإن Naga Hex v2 هو ترقية أكيدة. وأشارت إلى أنه قد يتم التخلص من المستخدمين الجدد من خلال تكوين الزر. كان أكبر انتقاد وجهه مارشال أونوروف للماوس هو أن «معظم الناس لن يحتاجوا إلى واحد»، على الرغم من أنه استمر في القول إنه بالنسبة لأولئك الذين يحتاجون إليه، فإنه سيعمل تمامًا كما هو متوقع. قال إنه في البداية، طرده ترتيب الأزرار. قال مايكل كريدر من شركة Digital Trends أنه بمجرد أن يعتاد المستخدم على تخطيط الزر، تكون الإجراءات «سريعة وسريعة الاستجابة». يعتقد Matthew Buzzi من PC Magazine أيضًا أن المستخدم سيرغب في ذلك إذا كان يلعب MOBA ، ولكن إذا لم يكن كذلك، فقد يكون ماوس آخر خيارًا أفضل. كما أكد أن Naga Hex v2 موثوق به ومصنوع جيدًا. قام Kane Fulton من Techradar بإدراج Naga Hex v2 كواحد من أفضل عشرة فئران للألعاب.

## وصلات خارجية
- الموقع الرسمي